# Vereina-alagút
Az 1999-ben megnyitott 19 042 méter hosszúságú Vereina-alagút (rétorománul: Tunnel dal Vereina) a Rhätische Bahn méteres nyomtávú Vereina-vasútvonalának (rétorománul: Lingia dal Veraina), más néven a Vereina-vasútnak a központi eleme. A Prättigauban található Klosters-t köti össze az Engadinban található Sagliains-szel, és így összeköttetést biztosít az RhB Landquart–Davos Platz-vasútvonal és a Bever–Scuol-Tarasp-vasútvonal között. Ezenkívül gyors és télálló közúti közlekedési kapcsolatot is biztosít Alsó-Engadinból a 28-as országos útra (Prättigauerstrasse), és így a svájci országos úthálózat nagy részéhez egy autószállító-járat segítségével.
A Vereina-alagút a világ leghosszabb méteres nyomtávú vasúti alagútja.

## Története
A svájci Graubünden kanton kormányának közigazgatási tanácsa már 1975-ben benyújtotta az első fehér könyvet, amelyben a Vereina-alagút megépítésére szólított fel. A megépítését az indokolta, hogy Graubünden kanton keleti részének minden időjárási körülmények közötti közlekedési kapcsolatát javítani akarták, mivel a Flüela-hágó (Davos és Susch között) a téli hónapokban erős havazásra és lavinákra hajlamos. Elkészülte után ez volt az első egész évben használható vasúti összeköttetés a Prättigau és Alsó-Engadin között. 1914 óta ez a projekt jelentette az RhB útvonalhálózatának első bővítését. Azonban csak 1985-ben sikerült a kanton lakossága körében elegendő támogatást szerezni a kezdeményezéshez, hogy a projektet engedélyeztetni tudják.
Miután a svájci parlament jóváhagyta a javaslatot, 1991-ben ünnepélyes alapkőletételre került sor, ami az építkezés hivatalos kezdetét jelentette. Az északi oldalon egy alagútfúró gépet (TBM) használtak, amelynek haladási sebessége a jelentések szerint napi négy és 30 méter között mozgott, ami a fúrandó kőzet különböző szilárdsága miatt változott. A déli oldalon hagyományos módszereket alkalmaztak, bár számos modern építési technikát alkalmaztak. Egyéb figyelemre méltó elemek mellett a Vereina-alagútban alkalmazták az egyik legkiterjedtebb tartós permetezett beton alkalmazását Svájcban.
Az építési ütemterv szerint az alagút kilenc évnyi munka után készült volna el, azonban ennél az óvatos előrejelzésnél nagyobb ütemben haladtak előre, így az építkezés közel hat hónappal a tervezett határidő előtt fejeződött be, annak ellenére, hogy nem tervezett helyreállítási munkálatokra volt szükség, például az északi fúrás 20 méteres szakaszának újraprofilozására, miután a törések miatt a munka átmenetileg leállt. A Vereina-alagút teljes költsége a jelentések szerint 670 millió svájci frank volt.
1999. november 19-én ünnepélyes keretek között, különböző tisztviselők, például Moritz Leuenberger akkori szövetségi tanácsos és közlekedési miniszter részvételével tartották meg a Vereina-alagút hivatalos megnyitóját. Három nappal később az első menetrend szerinti vonatok áthaladtak az alagúton. Az üzemeltető szerint az elkészülte nagyjából 18 percre csökkentette a hegységen átvezető menetidőt, ami javította az útvonal vonzerejét az ingázó forgalom számára, valamint jobban megkönnyítette az Engadinba és onnan kiinduló turisták számára az eljutást. Csak az első évben nagyjából 280 000 jármű használta az új alagutat. 2019-re az RhB jelentése szerint évente átlagosan valamivel több mint 480 000 jármű haladt át a Vereina-alagúton.
A szolgáltatás alapja a Scuol-Tarasp és Chur között óránként közlekedő regionális vonatok, amelyeket 30 percenként kiegészítenek a közúti járműveket az alagúton keresztül közlekedő autószállító vonatok és a tehervonatok. Az alagút egyvágányú, középen és a két kapu közelében forgalmi kitérőkkel. (egyenként két km hosszúak). A villamosítás az RhB 11 kV 16,7 Hz-es váltakozó áramú felsővezetéki szabványa. Hosszúsága miatt a Vereina-alagút térbeli hatásait tanulmányok tárgyát képezték. Az alagút elkészülte óta több biztonsági vonatkozású átalakítást végeztek rajta, főként a biztonsági követelményeket megemelő szabványok változása miatt. A 2010-es években a Zürichi Villamos Művek az alagút mellett távfűtési hálózatot hozott létre, amely elsősorban az északi portál körüli területről nyert vizet használja geotermikus energia termelésre.